# Flotta di Levante
La Flotta di Levante era, sotto l'Ancien Régime, l'insieme delle navi della Marine royale francese destinate alle operazioni navali (supremazia navale, protezione dei convogli, lotta contro la pirateria) nel Mediterraneo. Ella era l'alter ego della flotta di Ponente, basata nella Manica e nell'Atlantico. 

## Storia

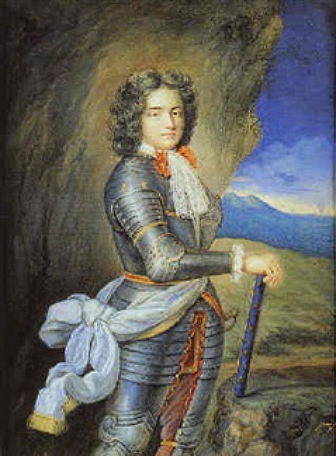
Luigi di Borbone, conte di Vermandois, Ammiraglio di Francia.

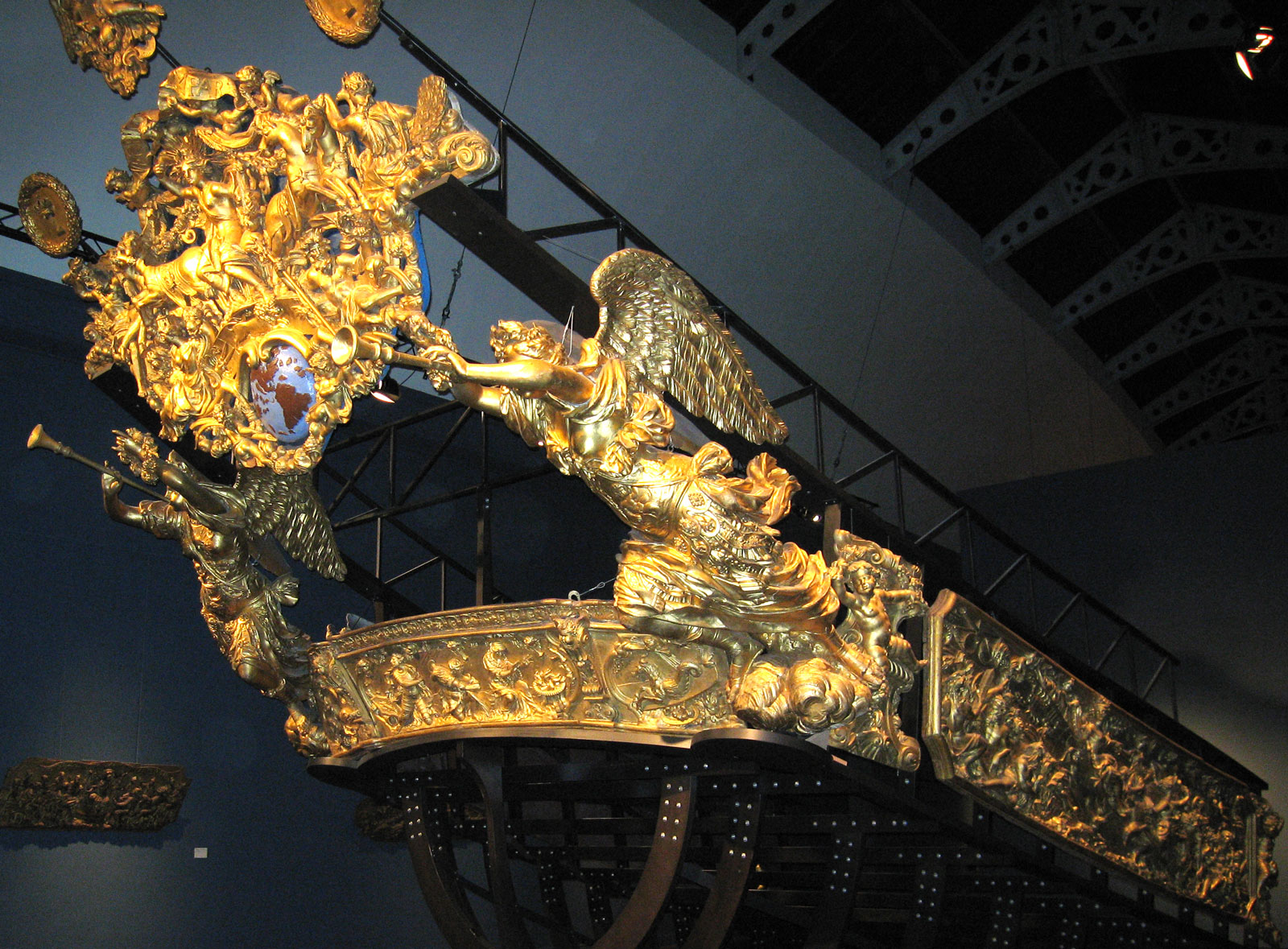
Poppa della galea Réale di re Luigi XIV.

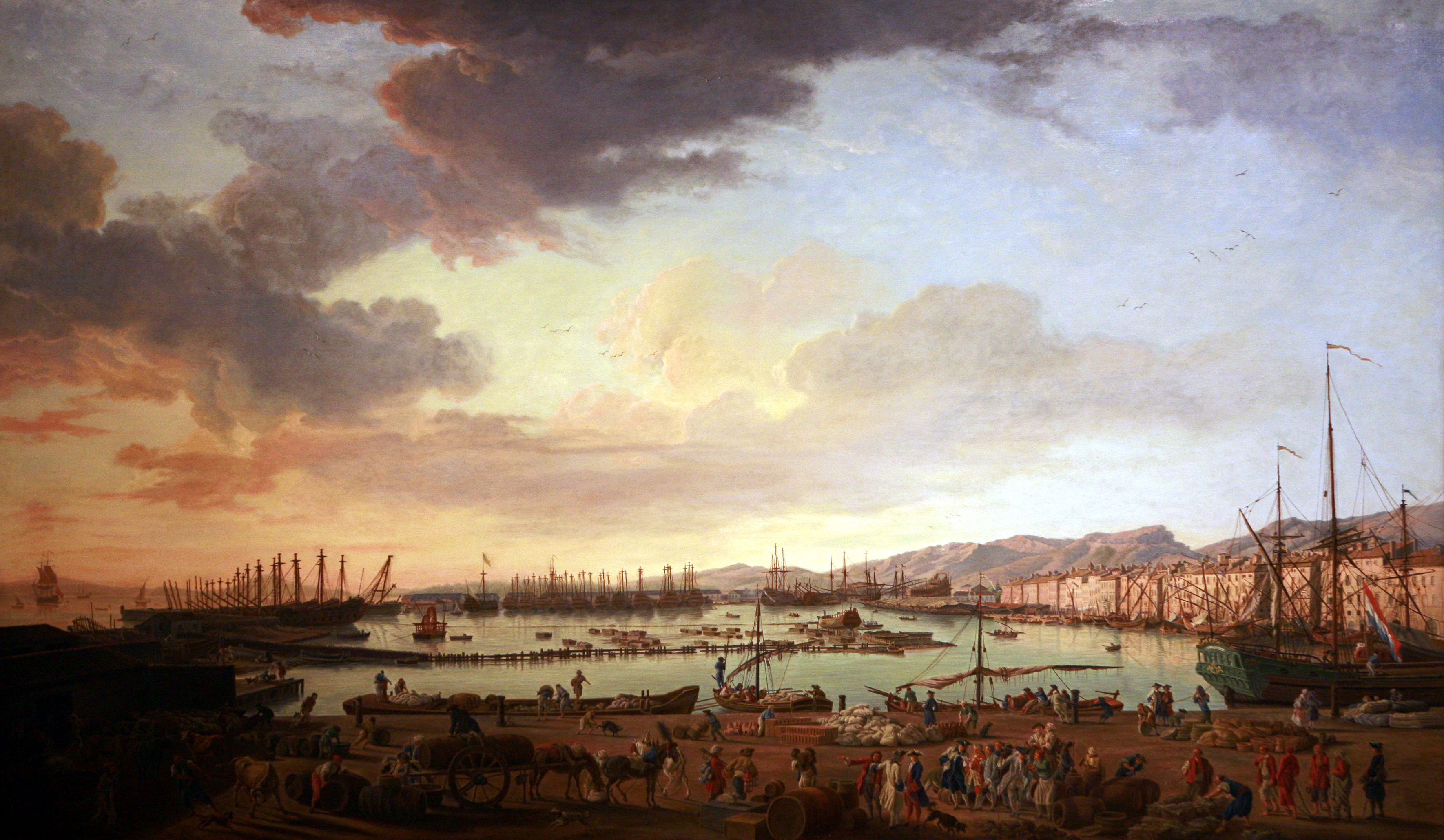
Vista generale del porto di Tolone all'inizio del XVIII secolo.

I nomi delle due marine, di Ponente e di Levante, furono menzionati per la prima volta negli incarichi dipartimentali dei Segretari di Stato nel 1626, quando il cardinale Richelieu fu nominato Gran Maestro della Navigazione (“Grand Maître de la Navigation”). Le due flotte furono unite nel 1642, ma si separarono nuovamente nel 1661. L'anno successivo entrambe furono poste sotto il controllo di Jean-Baptiste Colbert, divenuto nel 1661 sovrintendente alle finanze, al commercio, ai trasporti, alla marina e alle colonie e primo Segretario di stato della marina (Secrétaire d'État à la Marine), nominato a tale incarico nel 1669. Da questo momento in poi, l'intera marina francese sarà sempre sotto il comando generale del Segretario di Stato o, dal 1791, del Ministro della Marina (fino al 1947). Dopo la riorganizzazione delle prefetture navali da parte di Napoleone Bonaparte, il termine "escadre de la Méditerranée" è diventato più comune. 
Con decreto del re, firmato da Colbert in data 7 marzo 1669, la Marine royale fu suddivisa in due distinte flotte, quella di Ponente e quella di Levante. Il 12 novembre di quell'anno fu soppressa la carica di Gran maestro della navigazione e ripristinata la carica di Ammiraglio di Francia a favore di Luigi, conte di Vermandois, che aveva autorità su entrambe le flotte, ad eccezione della Bretagna. 
In quello stesso giorno fu creata la carica di viceammiraglio di Ponente, mentre per quello di Levante ci fu un conflitto tra il governatore della Provenza e il generale delle galee che, ciascuno per conto proprio, pretendevano di esserne incaricati, cosa che ostacolò la creazione della carica per parecchio tempo. Luigi XIV non trovò nessuno tra i marinai più esperti al suo servizio che, a causa del loro rango, volesse assumere tale incarico,  sotto uno dei suoi figli bastardi. Il Chevalier Paul e il commodoro de Fricambault erano morti; rimaneva Abraham Duquesne, esperto uomo di mare dei tempi della marina di Richelieu, elevato al rango di luogotenente delle armate navali nel 1667, che aveva creato a Brest, un arsenale per la Flotta di Ponente. Nel 1683 morì il Conte di Vermandois, sostituito nell'incarico di Ammiraglio di Francia da Luigi Alessandro, conte di Tolosa, e il 2 febbraio 1688 si spense Duquesne, candidato all'incarico di viceammiraglio di Levante.

### La flotta di Levante
Inizialmente basata a Fréjus, all'inizio del XVII secolo la Flotta di Levante si divise tra due arsenali, Marsiglia per le galee (dal 1665 al 1750) e Tolone per i vascelli. Nel 1679 presso il porto e l'arsenale di Tolone si trovavano 27 vascelli da guerra, una nave ospedale, tre brulotti, quattro pontoni.
La galea ammiraglia era tradizionalmente Réale, portante l'insegna del generale delle galee (la sua poppa dorata e esposta al Musée national de la Marine a Parigi).
Per i vascelli la nave ammiraglia era l'unità più potente presente a Tolone, sotto il regno di Luigi XIV di Francia i due vascelli da 110 cannoni Royal Louis costruiti nel 1668 e nel 1692 (navi le cui batterie erano dipinte di rosso, i castelli di prua in blu e tutto evidenziato da dorature) e sotto Luigi XVI Majestueux da 110 cannoni costruito nel 1780 e poi il Commerce de Marseille da 118 cannoni costruito nel 1788. 
Dopo l'inizio della rivoluzione francese la flotta del Levante fu rinominata "escadre de la Méditerranée". La squadra del Mediterraneo subì perdite gravissime durante l'assedio di Tolone (1793) e poi nella battaglia di Abukir (1798)
Il termine flotta di Levante fu temporaneamente ripreso sotto la restaurazione e la monarchia di luglio. Tra il 1839 e il 1982 fu denominata Escadre de la Méditerranée. 
Nel Musée national de la Marine de Toulon, sezione di Tolone del Musée national de la Marine di Parigi, si possono vedere numerosi dipinti e reperti relativi alla storia della Flotta del Levante o della Flotta del Mediterraneo.

### Composizione della flotta il 1 gennaio 1786
Base navale di Tolone
- 6ª Squadra
  - Vascelli: Triomphant (80), Héros (74), Suffisant (74), Dictateur (74), Heureux (74),Censeur (74), Souverain (74)
  - Fregate: Minerve, Imperieuse, Réunion, Sérieuse, Lutine, Friponne, Vestale, Boudeuse
  - Corvette: Brune, Sémillante, Eclair, Gerfaut
- 7ª Squadra
  - Vascelli:Couronne (80), Conquérant (74),Alcide (74),Mercure (74),Centaure (74),Puissant (74),Destin (74),Guerrier (74)
  - Fregate: Junon, Modeste, Iris, Aurore, Montréal, Sensible, Alceste, Sultane, Flore
  - Corvette: Poulette, Fleche, Sardine, Levrette, Tarleston

### Viceammiragli
I comandi delle due flotte (Ponente e Levante) furono affidati il 12 novembre 1669 per decreto reale a due viceammiragli.
Per la Flotta del Levante, i comandanti, il più delle volte a titolo onorario, sono elencati di seguito: infatti, se Tourville comandò effettivamente la flotta durante le battaglie del regno di Luigi XIV, i suoi successori non prestarono più servizio in mare perché, con due eccezioni (il primo e l'ultimo), erano troppo vecchi. Così, per gran parte del XVIII secolo, le squadre navali furono affidate ai luogotenenti generali delle armate navali.
- Anne Hilarion de Costentin de Tourville (1 novembre 1689-23 maggio 1701)[N 2][11]
- François Louis Rousselet de Châteaurenault (1701-5 novembre 1716)[11]
- Alain Emmanuel de Coëtlogon (1716-6 giugno 1730)[11]
- Charles de Sainte-Maure, marchese d'Augé (8 giugno 1730-13 settembre 1744)[11]
- Gaspard de Goussé de La Roche-Allard (1745-7 gennaio 1745)[N 3][11]
- Vincent de Salaberry de Benneville (2 luglio 1750-30 dicembre 1750)[11]
- Pierre Blouet de Camilly (1 marzo 1751-21 luglio 1753)[11]
- Jean André Barrailh (25 agosto 1753-25 agosto 1762)[11]
- Emmanuel Auguste Cahideuc Dubois de La Motte (13 dicembre 1762-23 ottobre 1764)[11]
- Claude Louis d'Espinchal marchese di Messiac (4 novembre 1764-15 agosto 1770)[11]
- Anne Antoine d'Aché conte de Marbeuf (24 agosto 1770-11 febbraio 1780)[11]
- Charles Alexandre de Morell d'Aubigny (16 febbraio 1780-25 marzo 1781)[11]
- Aymar Joseph de Roquefeuil et du Bousquet (1781-1 luglio 1782)[11]
- Henri François de La Rochefoucauld conte di Cousages (1782-10 marzo 1784)[11]
- Louis Armand Constantin de Rohan principe di Montbazon (marzo 1784-1792)[11]

### Annotazioni
1. ↑  Luigi XIV prese in considerazione anche il commodoro Mathurin Gabaret i cui talenti ed esperienza non avevano cessato di essere utilizzati dal re, Job Forant, vecchio viceammiraglio di La Rochelle e ammiraglio d'Olanda, che con il semplice titolo di capitano di vascello aveva adempiuto ad importanti incarichi, e il capitano Des Ardens, che non fu trattato molto meglio.
2. ↑  Luigi XIV sperò, invano, nell'abiura di Abraham Duquesne, morto però nel 1688.
3. ↑  Aveva 81 anni, e si spense una settimana dopo la nomina.

### Fonti
1. ↑  Ecole Navale.
2. ↑  Guérin 1862, p. 195.
3. 1 2  Guérin 1862, p. 196.
4. 1 2  Guérin 1862, p. 198.
5. 1 2  Guérin 1862, p. 199.
6. ↑  Guérin 1862, p. 391.
7. ↑  Guérin 1862, p. 402.
8. ↑  Guérin 1862, p. 392.
9. ↑  Guérin 1862, p. 201.
10. ↑  Winfield, Roberts 2015, p. 142.
11. 1 2 3 4 5 6 7 8 9 10 11 12 13 14 15  Threedecks.